# Slabberia halterata
Slabberia halterata is een hydroïdpoliep uit de familie Corynidae. De poliep komt uit het geslacht Slabberia. Slabberia halterata werd in 1846 voor het eerst wetenschappelijk beschreven door Forbes. 